# نادي فريدريكستاد
نادي فريدريكستاد لكرة القدم هو نادي كرة قدم في النرويج تأسس في 7 أبريل 1903.

## وصلات خارجية
- الموقع الرسمي